# Абдуллах ибн Ясин
Абдуллахх ибн Ясин аль-Джазули (араб. عبد الله بن ياسين الجزولي‎; год рождения неизвестен — 1058 или 1059) — исламский религиозный деятель. Основатель братства и династии Альморавидов.
В 1039 году Абдуллах был приглашён главой племени лемтуны Яхьей ибн Ибрахимом проповедовать ислам среди его соплеменников.
Абдуллах был большим знатоком мусульманского закона, до тонкости изучившим правила и постановления Малика и его учеников (маликитский мазхаб). Абдуллах предписывал строгое и неукоснительно соблюдение религиозных обрядов, был приверженцем узкого и фанатического пуританизма. В результате этого он приобрёл незначительное число единомышленников среди лемтунов, главным образом в тесном кругу вождей племени.
После смерти Яхьи ибн Ибрахима Абдуллах с несколькими своими последователями, в том числе и вождями лемтунов — Яхьей и Абу Бакром (сынами Умара), вынужден был удалиться на остров на Сенегале и построить себе там рибат. Но уже к 1042—1043 годам количество приверженцев Абдуллы выросло до 1000 человек, что позволило им начать борьбу с берберскими племенами Сахары (лемтуны, гедала и другими). Покорение этих племён было фактически завершено к 1053 или 1055 годам, что позволило Абдулле двинуть соединённых берберов на Магриб. К 1056 году уже были захвачены Сиджильмаса и Сус, в 1057 — Агмат.
Абдуллаху удалось завоевать популярность среди народных масс Магриба тем, что он велел строго придерживаться божественного закона в том числе и в сборе податей. Дело в том, что подати, которые приходилось уплачивать владетельным вождям зенатов и некоторых других родственных им племён в Фесе и других главных пунктах Магриба, значительно превышали установленный пророком Мухаммедом предел.
Погиб Абдуллах в войне против берегватов в 1058 или 1059 году. Могила Абдуллаха находится в Касабланке.